# Darío Yazbek Bernal
Darío Yazbek Bernal (nascido em 1990, na Cidade do México) é um ator mexicano, conhecido por interpretar Julián em A Casa das Flores da Netflix.

## Biografia
Yazbek é o filho de Sergio Yazbek e Patricia Bernal; seus irmãos são os atores Tamara Yazbek Bernal (irmã) e Gael García Bernal (meio-irmão).

## Carreira
Darío estudou atuação na Universidade de Londres. Mais tarde, ele trabalhou com Michel Franco. Produziu o filme As Paisagens. Sua popularidade cresceu quando ela interpretou Julián de la Mora, um jovem bissexual e o caçula dos filhos da família De la Mora em La casa de las flores.

## Filmografia
| Ano       | Título                         | Papel             | Nota(s)            |
| --------- | ------------------------------ | ----------------- | ------------------ |
| 2009      | Daniel y Ana                   | Daniel Torres     |                    |
| 2010      | Dead Happy                     | O garoto          | curta              |
| 2014      | Todo se puede                  | Dario             | curta              |
| 2016      | Sangre Alba                    |                   | curta              |
| 2017      | Los Paisajes                   | Pablo             | produtor associado |
| 2017      | As Filhas de Abril             | -                 | diretor assistente |
| 2018      | El candidato Rayo              | Carlos Márquez    | TV                 |
| 2018      | The Morphable Man              | Adio              | curta              |
| 2018      | MexcamGirlz                    | Pablito           | TV                 |
| 2018–2020 | A Casa das Flores              | Julián de la Mora | Netflix            |
| 2019      | Unas Ruinas                    | Daniel            | curta              |
| 2020      | Historia de un crimen: Colosio | Alberto Bazbaz    | Netflix            |